# Saif Ali Khan
Saif Ali Khan (phát âm [ˈsɛːf əˈli ˈxaːn]; sinh 16 tháng 8 năm 1970), là diễn viên Ấn Độ, làm việc tại Bollywood.
Các phim nổi tiếng: Main Khiladi Tu Anari và Yeh Dillagi (1994), Dil Chahta Hai (2001), Kal Ho Naa Ho (2003), Hum Tum (2004), Salaam Namaste (2005), Race (2008) Parineeta (2005), Being Cyrus và Omkara (2006)...

## Các phim đã đóng
| Năm  | Phim                                  | Vai                                  | Ghi chú                                                                                      |
| ---- | ------------------------------------- | ------------------------------------ | -------------------------------------------------------------------------------------------- |
| 1992 | Parampara                             | Pratap Singh                         |                                                                                              |
| 1993 | Aashiq Awara                          | Jimmy / Rakesh Rajpal                | Filmfare Award for Best Male Debut                                                           |
| 1993 | Pehchaan                              | Karan Verma                          |                                                                                              |
| 1994 | Imtihaan                              | Vicky                                |                                                                                              |
| 1994 | Yeh Dillagi                           | Vikram 'Vicky' Saigal                |                                                                                              |
| 1994 | Main Khiladi Tu Anari                 | Deepak Kumar                         | Nominated—Filmfare Award for Best Supporting Actor                                           |
| 1994 | Yaar Gaddar                           | Jai Verma                            |                                                                                              |
| 1994 | Aao Pyaar Karen                       | Raja                                 |                                                                                              |
| 1995 | Surakshaa                             | Amar / Prince Vijay                  |                                                                                              |
| 1996 | Ek Tha Raja                           | Sunny                                |                                                                                              |
| 1996 | Bambai Ka Babu                        | Vikram (Vicky)                       |                                                                                              |
| 1996 | Tu Chor Main Sipahi                   | Raja / King                          |                                                                                              |
| 1996 | Dil Tera Diwana                       | Ravi Kumar                           |                                                                                              |
| 1997 | Hamesha                               | Raja / Raju                          |                                                                                              |
| 1997 | Udaan                                 | Raja                                 |                                                                                              |
| 1998 | Keemat: They Are Back                 | Ajay                                 |                                                                                              |
| 1998 | Humse Badhkar Kaun                    | Sunny                                |                                                                                              |
| 1999 | Yeh Hai Mumbai Meri Jaan              | Raju Tarachand                       |                                                                                              |
| 1999 | Kachche Dhaage                        | Dhananjay "Jai" Pandit               | Nominated—Filmfare Award for Best Supporting Actor                                           |
| 1999 | Aarzoo                                | Amar                                 |                                                                                              |
| 1999 | Biwi No.1                             | Deepak                               |                                                                                              |
| 1999 | Hum Saath-Saath Hain: We Stand United | Vinod                                |                                                                                              |
| 2000 | Kya Kehna                             | Rahul Modi                           |                                                                                              |
| 2001 | Love Ke Liye Kuch Bhi Karega          | Prakash                              |                                                                                              |
| 2001 | Dil Chahta Hai                        | Sameer                               | Filmfare Award for Best Performance in a Comic Role                                          |
| 2001 | Rehna Hai Tere Dil Mein               | Rajiv "Sam" Saamra                   |                                                                                              |
| 2002 | Na Tum Jaano Na Hum                   | Akshay                               |                                                                                              |
| 2003 | Darna Mana Hai                        | Anil Manchandani                     |                                                                                              |
| 2003 | Kal Ho Naa Ho                         | Rohit Patel                          | Filmfare Award for Best Supporting Actor Filmfare Award for Motorola "Moto Look of the Year" |
| 2003 | LOC Kargil                            | Capt. Anuj Nayyar                    |                                                                                              |
| 2004 | Ek Hasina Thi                         | Karan Singh Rathod                   |                                                                                              |
| 2004 | Hum Tum                               | Karan Kapoor                         | National Film Award for Best Actor Filmfare Award for Best Performance in a Comic Role       |
| 2005 | Parineeta                             | Shekhar Rai                          | Nominated—Filmfare Award for Best Actor                                                      |
| 2005 | Salaam Namaste                        | Nikhil "Nick" Arora                  |                                                                                              |
| 2006 | Being Cyrus                           | Cyrus Mistry                         | Tiếng Anh film                                                                               |
| 2006 | Omkara                                | Ishwar "Langda" Tyagi                | Filmfare Award for Best Performance in a Negative Role                                       |
| 2007 | Eklavya: The Royal Guard              | Harshwardhan                         |                                                                                              |
| 2007 | Nehlle Pe Dehlla                      | Jimmy                                |                                                                                              |
| 2007 | Ta Ra Rum Pum                         | Rajveer Singh (RV)                   |                                                                                              |
| 2007 | Om Shanti Om                          | Himself                              | Special appearance in song "Deewangi Deewangi"                                               |
| 2008 | Race                                  | Ranvir "Ronnie" Singh                |                                                                                              |
| 2008 | Tashan                                | Jimmy Cliff                          |                                                                                              |
| 2008 | Woodstock Villa                       | Himself                              | Special appearance                                                                           |
| 2008 | Thoda Pyaar Thoda Magic               | Ranbeer Talwar                       |                                                                                              |
| 2008 | Roadside Romeo                        | Romeo (lồng tiếng)                   |                                                                                              |
| 2009 | Sanam Teri Kasam                      | Vijay Verma                          |                                                                                              |
| 2009 | Love Aaj Kal                          | Jai Vardhan Singh / Young Veer Singh | Nominated—Filmfare Award for Best Actor                                                      |
| 2009 | Kurbaan                               | Ehsaan Khan / Khalid                 |                                                                                              |
| 2011 | Aarakshan                             | Deepak Kumar                         |                                                                                              |
| 2012 | Agent Vinod                           | Agent Vinod                          |                                                                                              |
| 2012 | Cocktail                              | Gautam Khanna                        |                                                                                              |
| 2012 | Go Goa Gone                           |                                      |                                                                                              |
| 2013 | Race 2                                | Ranvir "Ronnie" Singh                |                                                                                              |